# (11724) Ronaldhsu
(11724) Ronaldhsu est un astéroïde de la ceinture principale.

## Description
(11724) Ronaldhsu est un astéroïde de la ceinture principale. Il fut découvert le 21 avril 1998 à Socorro (Nouveau-Mexique) par le projet LINEAR. Il présente une orbite caractérisée par un demi-grand axe de 2,25 UA, une excentricité de 0,09 et une inclinaison de 3,3° par rapport à l'écliptique.

## Compléments